# بوينافيستا ديل نورتي
بلدية بوينافيستا ديل نورتي (بالإسبانية: Buenavista del Norte) هي بلدية تقع في مقاطعة سانتا كروث دي تينيريفه التابعة لمنطقة جزر الكناري جنوب غرب إسبانيا.

## الديموغرافيا
بلغ عدد سكان بلدية بوينافيستا ديل نورتي 5.103 نسمة عام 2011 (وفقاً للمعهد الوطني للإحصاء الإسباني).
| 5.664 | 5.469 | 5.413 | 5.300 | 5.188 | 5.194 | 5.103 |